# Phyllodiaptomus longipes
Phyllodiaptomus longipes is een eenoogkreeftjessoort uit de familie van de Diaptomidae. De wetenschappelijke naam van de soort is voor het eerst geldig gepubliceerd in 1965 door Kiefer.